# Adela Popescu

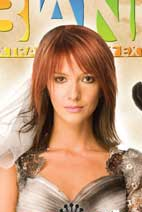
Adela Popescu

Adela Elena Popescu (* 8. Oktober 1986 in Șușani, Kreis Vâlcea, Rumänien) ist eine rumänische Schauspielerin und Sängerin. Bekannt wurde sie durch die Telenovela Numai iubirea und ihre Mitgliedschaft bei dem DJ-Duo DJ Project.

## Leben und Karriere
Adela Popescu wurde 1986 in Șușani als Tochter der Lehrerin Doina Popescu und Doru Popescu, der als Professor für Sport
tätig ist, geboren. Als sie 13 Jahre alt war, zogen ihre Eltern und ihre beiden älteren Brüder mit ihr nach Bukarest, wo sie u. a. Schauspielunterricht nahm. Bis 2001 war sie Mitglied der 2000 gegründeten Band Viva, in der auch Elena Gheorghe beteiligt war.
Ihr erstes Schauspieldebüt gab Popescu in der Fernsehserie În familie, in der sie von 2002 bis 2003 mitwirkte.
Im Jahr 2005 veröffentlichte sie während der Dreharbeiten zu Lacrimi de iubire ihr erstes gleichnamiges Album, das überwiegend Einflüsse von Pop-Slow und lateinamerikanischem Pop besitzt.
Danach trat Popescu in weiteren verschiedenen Serien und Telenovelas wie Prea târziu (2006), Iubire ca în filme (2006–2007) und Weekend cu mama (2008) auf. In der Fernsehserie Îngerașii von 2008 spielte sie eine Hauptrolle.
Von 2011 bis 2013 verkörperte Popescu in der Fernsehserie Pariu cu viața an der Seite von Alina Eremia und Dorian Popa die Rolle der Raluca Dumitrescu.
Ende 2011 trat sie dann dem rumänischen Pop- und Dance Trios DJ Project bei und war nach Giulia Anghelescu, die die Band aufgrund  ihrer Schwangerschaft verließ, die dritte Frontsängerin der Gruppe. 2012 wurde der Song Bun Rămas („Auf Wiedersehen“) und 2014 Suflet vândut („Verkaufte Seele“) veröffentlicht, welche sich vielfach verkauften.
Im Frühjahr 2016 stieg Popescu wie Anghelescu wegen ihrer Schwangerschaft aus. Ihre Nachfolgerin wurde Ela Rose.
2015 verlobte sich Popescu mit dem rumänischen Schauspieler Radu Vâlcan, den sie noch im selben Jahr heiratete.

## Filmografie
- 2002–2003: În familie (Fernsehserie)
- 2004–2005: Numai iubirea (Fernsehserie)
- 2005–2006: Lacrimi de iubire (Fernsehserie)
- 2006: Lacrimi de iubire (Fernsehfilm)
- 2006: Prea târziu (Fernsehfilm)
- 2006–2007: Iubire ca în filme (Fernsehserie)
- 2007–2008: Războiul sexelor (Fernsehserie)
- 2008: Weekend cu Mama (Fernsehfilm)
- 2008–2009: Îngerașii (Fernsehserie)
- 2009–2010: Aniela (Fernsehserie)
- 2010–2011: Iubire și Onoare (Fernsehserie)
- 2011–2013: Pariu cu viața (Fernsehserie)
- 2014: O nouă viață (Fernsehserie)
- 2016: #Selfie 69

## Diskografie
- 2005: Lacrimi de iubire
- 2006: Iubire ca în filme
- 2008: Răspunsul meu
- 2012: Bun Rămas
- 2013: Vraja ta
- 2013: Fără tine
- 2014: Suflet vândut
- 2015: Curaj